# Jūratė Galinaitytė
Jūratė Galinaitytė (* 4. März 1940 in Litauen) ist eine litauische Juristin, Rechtsanwältin, Kriminologin, Professorin an der Mykolas-Romer-Universität (MRU) und Politikerin der Stadt Vilnius.

## Leben
Nach dem Abitur an der Mittelschule absolvierte sie das Diplomstudium der Rechtswissenschaften und November 1969 promovierte sie in Moskau im Strafrecht und Kriminologie zum Thema „Kova su nepilnamečių vykdomomis atvirosiomis vagystėmis ir plėšimais“ (Kandidatin der Rechtswissenschaften) und habilitierte September 1988 zum Thema „Rechtliche Sozialisation der Jungarbeiter: Probleme und Lösungen“ („Jaunų darbininkų teisinė socializacija: problemos ir sprendimai“).
Sie arbeitete an der Lietuvos teisės akademija und Mykolas-Romer-Universität im Lehrstuhl für Kriminologie. Ab 1999 ist sie Rechtsanwältin in eigener Kanzlei. Von 1995 bis 1997, von 1997 bis 2000, von 2000 bis 2003 (als Mitglied von LDDP) war sie Mitglied des Stadtrats Vilnius.
Ab 2001 ist sie Mitglied der Sozialdemokratischen Partei Litauens.
Sie ist verheiratet; mit ihrem Mann Kęstutis Petras hat sie den Sohn Marius.

## Bibliografie
- Šiuolaikinės nusikalstamumo sampratos problema, mit Tomas Rudzkis